# Bryson McKenzie
Bryson McKenzie (Gary, 19 luglio 1983) è un ex cestista statunitense, professionista nella NBDL, in Europa e in Africa.